# 安德烈·克鲁斯
安德烈·克鲁斯（葡萄牙語：André Cruz，1968年9月20日—），巴西男子足球运动员。他曾代表巴西参加1988年夏季奥林匹克运动会足球比赛，获得一枚银牌。他也曾参加1998年国际足联世界杯。